# Rosyjski Kościół Chrześcijan Wiary Ewangelicznej
Rosyjski Kościół Chrześcijan Wiary Ewangelicznej – jeden z protestanckich kościołów zielonoświątkowych w Rosji. Kościół liczy ponad 300 tysięcy wiernych w 1600 zborach. Od 2009 roku biskupem kościoła jest Eduard A. Grabowienko.

## Historia
W 1990 roku zorganizowano Kongres w którym utworzono unię zielonoświątkowców w Rosji, która przyjęła swoją nazwę - Związek Chrześcijan Wiary Ewangelicznej w RFSRR (później Federacja Rosyjska). W marcu 1994 r. odbył się II Kongres Chrześcijan Wiary Ewangelicznej Federacji Rosyjskiej w Moskwie, w marcu 1998 r. odbył się III Kongres Chrześcijan Wiary Ewangelicznej Federacji Rosyjskiej, także w Moskwie, gdzie zostali wybrani liderzy związkowi i zatwierdzone zostały dodatkowe zmiany w Karcie Unii Zielonoświątkowej zgodnie z wymogami nowej ustawy federalnej „o wolności związków wyznaniowych”. IV Kongres odbył się w lutym 2002 roku w Moskwie, gdzie został wybrany obecny zarząd Związku.
W 2004 roku Unia Kościołów Zielonoświątkowych została przemianowana na Rosyjski Kościół Chrześcijan Wiary Ewangelicznej.